# Pescador (Minas Gerais)
Pescador é um município brasileiro do estado de Minas Gerais. Localiza-se no Vale do Rio Doce.

## Histórico
Pescador, antigo distrito, foi emancipado pela Lei nº 2.764 de 30 de dezembro de 1962, com território desmembrado do município de Itambacuri.

## Turismo
A cidade comemora o carnaval tradicional (de rua), festas juninas (quadrilhas), e existe também a tradição da festa do padroeiro da cidade, São Pedro. Nessa época as ruas da cidade ficam cheias. Barracas e turistas de diversos lugares dão mais vida à cidade que é previamente preparada (esteticamente) para essa festa.[carece de fontes?]